# شهر غلغله، بامیان
شهرغلغله یا شهرسفید، نام مجموعه بقایای معماری و باستانی یک محوطه تاریخی در مرکز شهر بامیان است. این شهر از قرون اولیه اسلامی تا اوایل قرن هفتم هجری پایتخت بعضی از حکومت‌های اسلامی منطقه مانند غزنویان و غوریان بوده‌است.
شهرغلغله یکی از هشت محوطه طبقه‌بندی شده تحت عنوان محوطه فرهنگی و مجموعه بقایای باستان‌شناسی موجود در مجموعه میراث جهانی دره بامیان است.

## مشخصات شهر
آثار معماری و باستان‌شناسی به‌جامانده از شهر غلغله دارای وسعتی حدود ۴ تا ۵ هکتار است و بالای یک تپه سنگی مخروطی شکل که حدود ۱۰۰ تا ۱۴۰ متر ارتفاع دارد، در مرکز شهر بامیان در مقابل مجسمه‌های تخریب شده بودا قرار گرفته و تا دره فولادی و دره ککرک گسترش و تا محل فرودگاه کنونی و سیدآباد که بقایای کاخ در آن پیدا می‌شود، ادامه دارد. دورادور تپه را یک خندق عریض دربرگرفته و بالای تپه دیوارهای ضخیم استحکامی و برج‌های دفاعی ساخته شده‌اند.

## پیشینه شهر
پیشینه این شهر تاریخی به قرن ۴ هجری بر می‌گردد. با هجوم مغولان شهرغلغله نیز مانند بسیاری از شهرهای آن‌زمان توسط چنگیزخان به آتش کشیده‌شد که بقایای ویرانی و آتش‌سوزی در آن هم‌اکنون نیز مشهود است. با این حال با توجه به شواهد باستان‌شناسی دوران تیموری در این محوطه تاریخی، به نظر می‌رسد که شهرغلغله در سده‌های بعد نیز به حیات خود ادامه داده‌است.

## حمله چنگیزخان و باورهای محلی
تاریخ‌نگاران معتقدند که هنگامی که نوه چنگیزخان در بامیان کشته شد، وی برای انتقام، به این شهر حمله و مسیر آب آن را مسدود کرد. سپس اهالی آن‌شهر را قتل‌عام کرد.
بسیاری از تاریخ‌نگاران همچنین معتقدند پس از قتل‌عام ساکنان این محوطه توسط لشکر چنگیز غوغایی برپا شد و علت نامگذاری این شهر به «غلغله» به همین دلیل بوده‌است. برخی دیگر معتقدند که علت این نامگذاری تلاش‌هایی کارگران برای تسریع ساخت این شهر بوده که مجبور بودند در زمان معین و یک صدا سر کار خود حاضر شوند.

## کاوش‌های باستان‌شناسی و مرمت

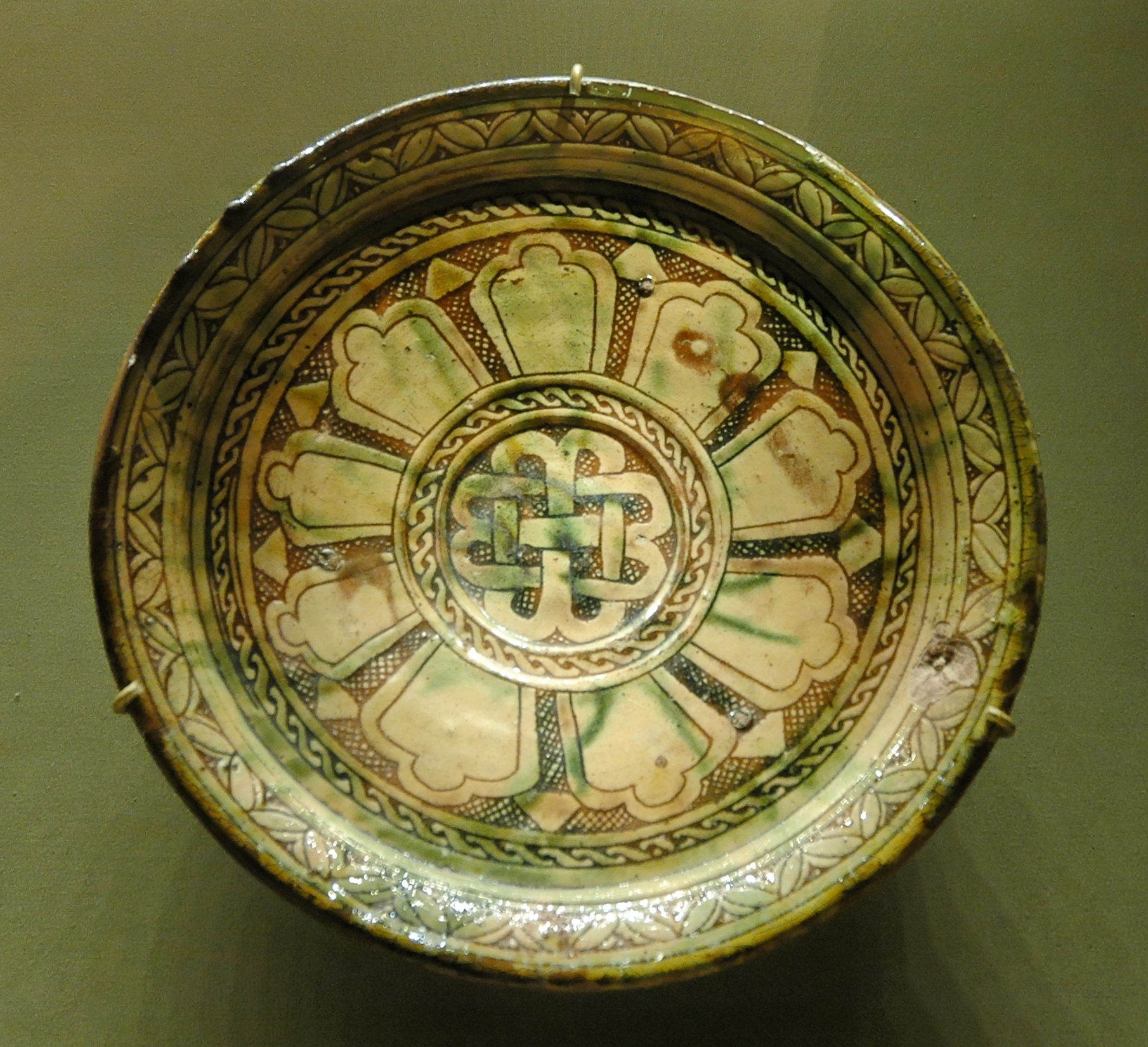
بشقاب بدست آمده از شهر غلغله

پس از سقوط دولت طالبان تلاش‌های برای بازسازی و مرمت این محوطه به کمک ایتالیا و زیر نظر یونسکو در حال انجام است.
همچنین در کاوشهای باستانشناسی شهر غلغله به سرپرستی خولیو بندیزو سرمینتو آثاری از چندین دوره ساختمانی عصرهای مختلف مانند غزنویان، غوریان و تیموریان به دست آمده‌است. این کاوشها حاصل همکاری هیئت باستان‌شناسی فرانسه در افغانستان، یونسکو و ایکوم است.